# Højt på en gren
Højt på en gren er en dansk kortfilm fra 1985, der er instrueret af Annette Mari Olsen efter manuskript af hende selv og Carsten Fälling.

## Handling
Denne artikel mangler et handlingsreferat. Hjælp os med at skrive det.